# Operacija sudar
Operacija sudar јe epizoda seriјala Mali rendžer (Kit Teler) obјavljena u Lunov magnus stripu #299. Epizoda јe premijerno u bivšoj Jugoslaviji objavljena u 7. aprila 1978. godine. Koštala je 10 dinara (0,54 $; 1,29 DEM). Korice su rekolorizovana reprodukcija originalnih korica nepoznatog autora. Ovo je 2. deo epizode koja je započeta u svesci Leteći Holanđanin (LMS298).

## Originalna epizoda
Epizoda je premijerno objavljena u Italiji u svesci #139. pod nazivom La galleria della morte (Tunel smrti) objavljena u junu 1975. Sveska je koštala 200 lira (0,32 $; 1,27 DEM). Epizodu je nacrtao Frančesko Gamba, a scenario napisao Dečo Kancio. Originalne korice nacrtao je Franko Donateli, tadašnji crtač Zagora.

## Kratak sadržaj
Nakon što su odbili napad Indijanaca, Leteći Holanđanin kreće dalje prema planini Sijera Nevade. Kada kompozicija uđe u tunel kroz planinu, grupa sabotera je dinamitom blokirala izlaz i ulaz. Nakon što se kompozicija zaglavila u tunelu, Kit kreće da traži izlaz prema vrhu planine. Nakon što je oterao sabotere, Holanđanin kreće dalje prema Tusonu. Na nekoliko milja od Tusona, druga grupa sabotera kreće sa lokomotivom u pravcu Holanđanina u nameri da izazove čeoni sudar. Kada im to uspe, Holanđanin nije u stanju da krene dalje, a Džulijus Van Holt je slomljen. U tom trenutku, grupa sabotera napada putnike Letećeg Holanđanina.

## Repriza epizode
U Srbiji je ova epizoda reprizirana u LMS-1017, pod originalnim nazivom Tunel smrti. Sveska je izašla 8. juna 2023.

## Prethodna i naredna sveska
Prethodna sveska Malog rendžera u LMS nosila je naziv Leteći Holanđanin (LMS298), a naredne Dvoboj u podne (LMS302).